# Compsosoma fasciatum
Compsosoma fasciatum är en skalbaggsart som beskrevs av Monné 1980. Compsosoma fasciatum ingår i släktet Compsosoma och familjen långhorningar. Inga underarter finns listade i Catalogue of Life.